# Numedal

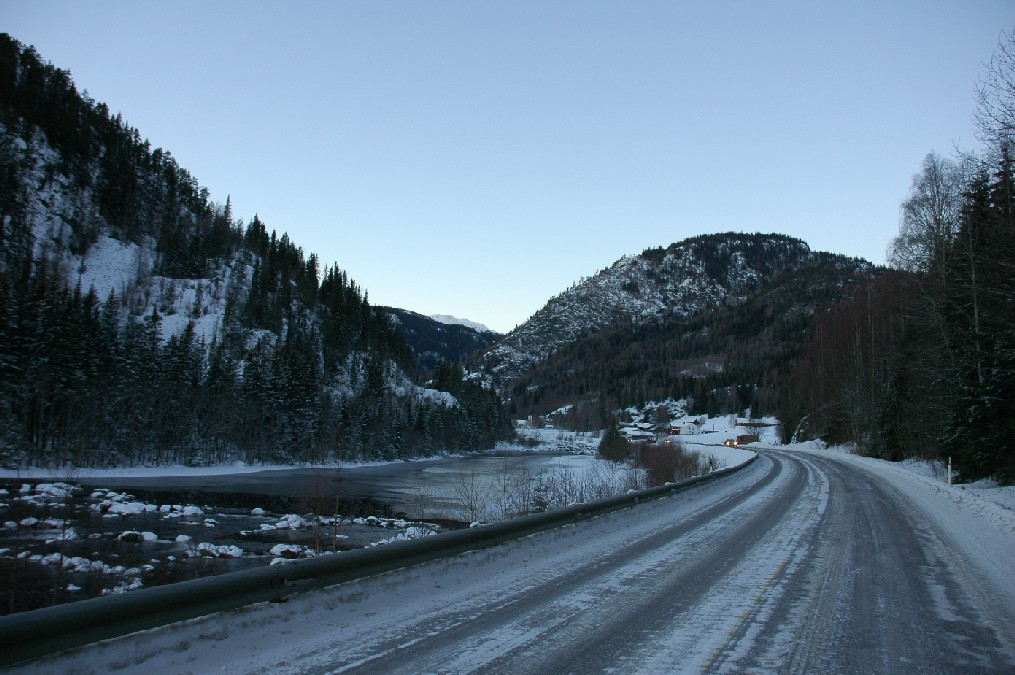
Numedalen och fylkesväg 40 vid Skjønne.

Numedal (eller Numedalen) är en dalgång och ett landskap i Buskerud fylke i sydöstra Norge. Det är den sydvästligaste av östra Norges stora dalgångar. Landskapet omfattar traditionellt kommunerna Flesberg, Rollag och Nore og Uvdal.
Numedal är Numedalslågens dalgång från Kongsberg och norrut och är en skogsdal med spridd bebyggelse. Den delvis nedlagda Numedalsbanan går genom Numedal till Noreanlegget. Fylkesväg 40 går genom dalgången och ansluter mot riksväg 7 och Bergenbanan vid Geilo.